# Понтенуре
Понтенуре (итал. Pontenure) —  коммуна в Италии, располагается в регионе Эмилия-Романья, подчиняется административному центру Пьяченца.
Население составляет 5575 человек (на 2004 г.), плотность населения 158 чел./км². Занимает площадь в 33,8 км². Почтовый индекс — 29010. Телефонный код — 0523.
Покровителем населённого пункта считается святой апостол Пётр. Праздник ежегодно празднуется 29 июня.

## Промышленность
- FM Gru S.r.l. — машиностроительная компания по выпуску грузоподъёмной техники[источник не указан 1349 дней].
- Italtherm — производитель отопительно-климатического оборудования[источник не указан 1349 дней].